# Pârâul Bisericii, Șimon
Pârâul Bisericii este un curs de apă, afluent al râului Șimon. 